# Silius
Silius es un municipio de Italia de 1.384 habitantes en la provincia de Cerdeña del Sur, región de Cerdeña.
En el territorio de Silius se encuentra una de las pocas minas activas del sur de Cerdeña. El poblado fue habitado desde la época nurágica, y el Castillo de Sassai es el lugar de interés más destacado.

## Evolución demográfica
| Gráfica de evolución demográfica de Silius entre 1861 y 2001 |
|                                                              |
| Fuente ISTAT - Elaboración gráfica de Wikipedia              |